# Kaltag Portage
Koordinaten: 64° 6′ N, 159° 33′ W
Als Kaltag Portage oder Unalakleet-Kaltag Portage wird die rund 145 km lange Landverbindung zwischen dem Yukon River und dem Norton Sound im Westen von Alaska bezeichnet.
Der Weg verbindet die Ortschaften Kaltag am Yukon mit Unalakleet an der Küste. Er verläuft in südwestlicher Richtung durch die Nulato Hills entlang der Flüsse Unalakleet und Kaltag. Die Portage wurde seit prähistorischer Zeit von den Ureinwohnern Alaskas als Handelsweg genutzt. Die Indianer vom Stamm der Athabasken aus dem Landesinneren und die an der Küste lebenden Inupiat tauschten auf diesem Weg ihre Waren. In den 1830er Jahren errichtete die Russisch-Amerikanische Kompagnie in Unalakleet einen Handelsposten. Der Iditarod Trail von Seward nach Nome passiert die Kaltag Portage. Eine Hundeschlitten-Staffel infolge einer Diphtherieepidemie in Nome nutzte im Jahr 1925 ebenfalls dieses Streckenstück.